# Jan Błoński

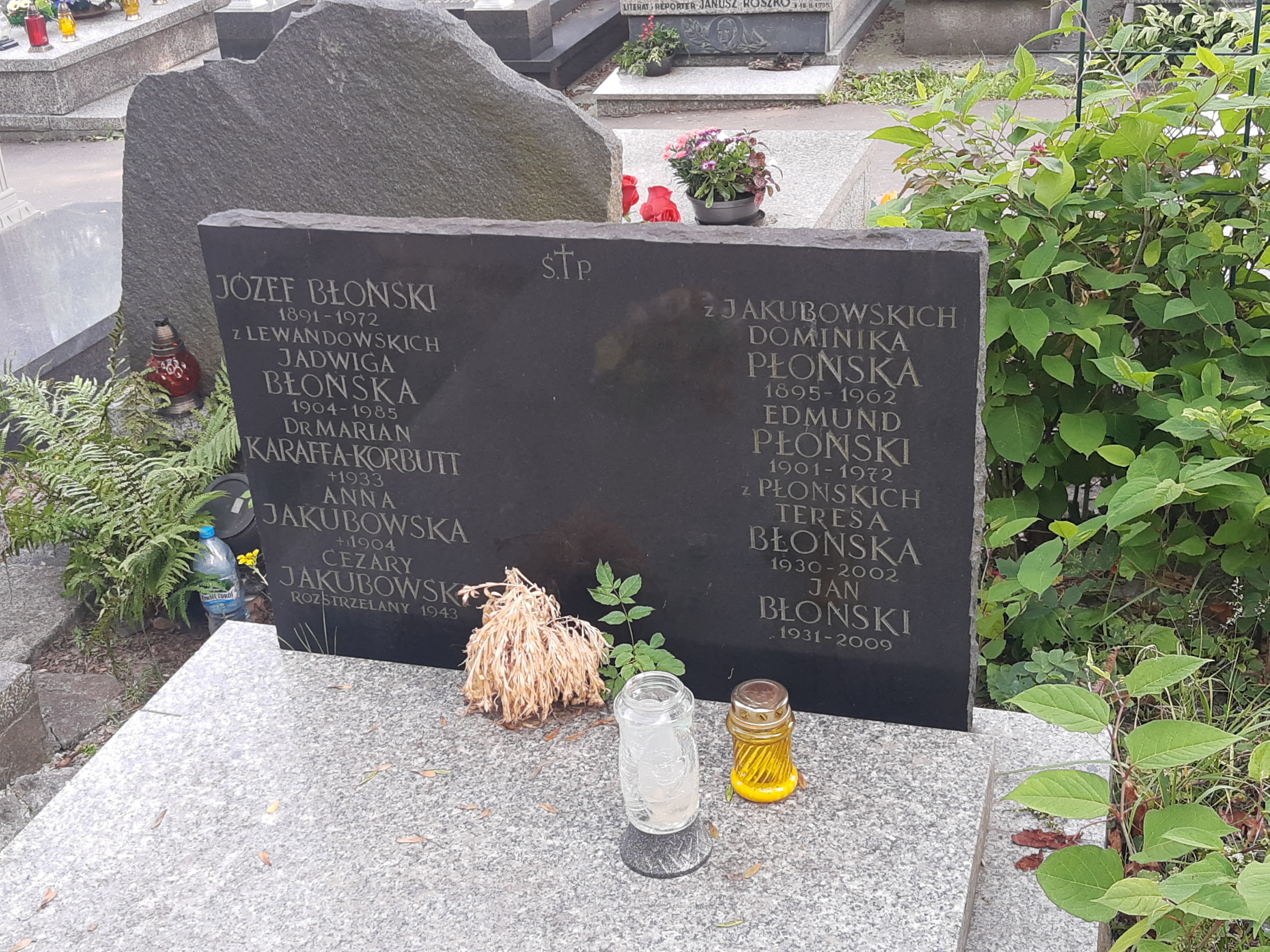
Grab von Jan Błoński

Jan Błoński (geboren 15. Januar 1931 in Warschau; gestorben 10. Februar 2009 in Krakau) war ein polnischer Literaturkritiker, Literaturwissenschaftler, Übersetzer und Essayist.

## Leben
Jan Błoński verbrachte seine Kindheit in Warschau, Brześć nad Bugiem und Toruń. Während der Deutschen Besetzung Polens lebte er in Warschau und Krakau. Nach dem Zweiten Weltkrieg wohnte er in Toruń und legte dort 1948 das Abitur ab. Anschließend studierte er in der Zeit des Stalinismus an der Jagiellonen-Universität Polonistik und erwarb 1952 den Magister. Błoński schrieb schon früh Literaturkritiken der polnischen Gegenwartsliteratur und war einer der Akteure der „Krakauer Schule der Kritik“ (Krakowska szkoła krytyki). Mit dem Artikel Poezja Różewicza debütierte er 1949 in der Zeitschrift Twórczość. Von 1950 bis 1960 war er Redakteur der Zeitschrift Przekrój und leitete dort den Literaturteil. Daneben schrieb er für Życie Literackie, Nowa Kltura, Dialog und Przegląd Kulturalny und wurde 1951 Mitglied des Verbands der Polnischen Literaten. Zwischen 1959 und 1962 war Błoński am Literaturinstitut der Polnischen Akademie der Wissenschaften beschäftigt. Anschließend war er bis 1966 Lektor am Lehrstuhl für Polnische Literatur an der Sorbonne. Nach seiner Rückkehr nach Krakau arbeitete er von 1966 bis 1968 erneut am Literaturinstitut der Polnischen Akademie der Wissenschaften. Daneben war er von 1967 bis 1971 und von 1977 bis 1981 literarischer Leiter am „Alten Theater“ in Krakau. Mit der Arbeit Dramaty Stanisława Witkiewicz promovierte er an der Jagiellonen-Universität und habilitierte sich 1967 dort mit einer Arbeit über Mikołaj Sęp Szarzyński na początku polskiego baroku. Ab 1970 war er dort als Hochschullehrer tätig. Er leitete in der Zeit bis 1997 nacheinander das Theaterinstitut (1977–1980), die Literaturdidaktik (1981–84), die Polnischen Studien (1988–91) und das Institut für polnische Gegenwartsliteratur (1995–97) der Universität. Er wurde als Gastprofessor von 1974 bis 1976 an die Universität Clermont-Ferrand eingeladen, wo er auch von 1984/1985 sowie 1988/1989 arbeitete, sowie 1980 an die Universität Paris X. Dem Verein der Polnischen Schriftsteller trat er 1989 bei. 1993 wurde er Mitglied des Literaturkomitees der Polnischen Akademie der Wissenschaften. Von 1996 bis 2001 war er Juror beim  Literaturpreis Nike.
In der Zeit der deutschen Besetzung Polens erlebte er die Räumung des Warschauer Ghettos mit. Seine eigene Hilflosigkeit und die der polnischen Gesellschaft diesem Geschehen gegenüber schilderte er 1987 in einem Artikel Biedni Polacy patrzą na getto in der Wochenzeitung Tygodnik Powszechny, was zu einer starken Reaktion in der polnischen Öffentlichkeit führte, da diese sich in ihrem Selbstverständnis  angegriffen fühlte.

## Schriften
- Gałczyński 1945-1953. Warschau: PIW, 1955.
- Poeci i inni. Krakau: WL, 1956.
- Zmiana warty. Warschau: PIW, 1961.
- Widzieć jasno w zachwyceniu. Szkic literacki o twórczości Prousta. Marcel Proust. Warschau: PIW, 1965.
- Mikołaj Sęp-Szarzyński a początki polskiego baroku. Mikołaj Sęp Szarzyński.  Krakau: Wydawnictwo Literackie, 1967.
- Stanisław Ignacy Witkiewicz jako dramaturg. Stanisław Ignacy Witkiewicz.  Krakau: PWN 1973.
- Odmarsz. Krakau: WL, 1978.
- Romans z tekstem. Krakau: WL, 1981.
- mit Marek Kędzierski: Samuel Beckett. Warschau: Czytelnik, 1982.
- Kilka myśli co nie nowe. Krakau: Znak, 1985
- Biedni Polacy patrzą na getto. Krakau: WL, 1994. Zuerst in Tygodnik Powszechny, 11. Januar 1987
  - Die armen Polen blicken aufs Ghetto. Übersetzung Karin Wolff. In: Marek Klecel: Polen zwischen Ost und West. Polnische Essays des 20. Jahrhunderts. Eine Anthologie. Berlin : Suhrkamp, 1995, S. 76–93
- Forma, śmiech i rzeczy ostateczne. Studia o Gombrowiczu. Witold Gombrowicz. Krakau: Znak, 1994.
- Wszystkie sztuki Sławomira Mróżka. Sławomir Mrożek. Krakau: WL, 1995.
- Od Stasia do Witkacego. Krakau: WL, 1997.
- Miłosz jak świat. Czesław Miłosz. Krakau: Znak, 1998.
- Witkacy: sztukmistrz, filozof, estetyk. Stanisław Ignacy Witkiewicz. Krakau: WL, 2001
- Mieszaniny. Krakau: WL, 2001.
- Wszystko co literackie. Pisma wybrane, Tom I. Gesammelte Werke, Band 1. Krakau: WL, 2001
- Między literaturą a światem. Pisma Wybrane, Tom II. Gesammelte Werke, Band 2.  Krakau, WL 2003
- Witkacy. Sztukmistrz, filozof, estetyk, 2001
- Witkacy na zawsze, 2003
- Witkacy, S. Mrożek: Listy 1963–1996, 2004

## Übersetzungen
- Claude Roy: Klucze do Chin, 1956
- Georges Arnaud: Cena strachu, 1957
- Eugène Ionesco: Lecja. (Dramat komiczny), in: Dialog 1957
- Antonin Artaud: Teatr i jego sobowtór, 1966; 2. Auflage: 1978
- Eugène Ionesco: Teatr, 1967
- Jean Genet: Pokojówki. Sztuka w 1 akcie, 1970
- Michel Leiris: Wiek męski, 1972
- Albert Camus: Sprawiedliwi, 1986
- Michel de Ghelderode: Zejście aktora, 1992

## Auszeichnungen (Auswahl)
- 1968: Kościelski-Preis
- 1981: Kazimierz-Wyka-Preis
- 1982: Ritterkreuz Polonia Restituta
- 1998: Offizierskreuz Polonia Restituta
- 1998: Komturkreuz Polonia Restituta
- 2007: Gloria-Artis-Medaille für kulturelle Verdienste